# Gerardo Navarrete
 Gerardo Ignacio Navarrete Barrientos (Penco, Región del Biobío, Chile, 14 de julio de 1994) es un futbolista chileno que se desempeña como mediocampista. Actualmente milita en Cobreloa de la Primera B de Chile

## Trayectoria
Nacido en la comuna de Penco, Navarrete se unió desde muy pequeño a las divisiones inferiores de Universidad de Concepción. Hizo su debut en el campanil el 22 de noviembre de 2009, con solo 15 años de edad y debutando como titular debido a la gran cantidad de bajas de volantes por lesiones para el duelo de cuartos de final contra Colo-Colo en Talcahuano, jugando casi todo el partido y saliendo al minuto 89' por el argentino Franco Valori, finalmente fue derrota en casa 1-2 ante los "albos" por el torneo de Play-Offs del campeonato de Clausura 2009, donde los albos ganaron la llave con un global de 6- 4.
El año 2012 desciende a Primera B perdiendo una liguilla por la permanencia ante Everton de Viña del Mar, por lo que al siguiente año el cuadro del sur contrata a Pablo Sánchez. Tras disputarse 14 fechas en las cuales Navarrete participa en 7 de ellas, el club termina clasificando en el segundo lugar del grupo sur, a un punto del líder Curicó Unido, y se enfrenta en semifinales con Coquimbo Unido, a quien elimina al vencer en Collao 3 a 1 y empatar a 1 en el Estadio Francisco Sánchez Rumoroso. En la final nuevamente se encuentra con Curicó Unido, a quien vence 1 a 0 en Concepción y consigue empatar 1 a 1 en Curicó, con esto Gerardo y el elenco campanil consigue el campeonato de Transición 2013 de Primera B y el ascenso a la Primera División. En la temporada 2013/14 Navarrete vuelve a disputar partidos en primera, en aquel año solo disputa 18 partidos y no marca goles. 
El 18 de junio de 2014, Navarrete se mudó al extranjero y se unió al equipo español Granada CF, que lo cedió inmediatamente a Cádiz CF por un año, el submarino amarillo disputó 32 encuentros de la Segunda División B de España. El año 2015 vuelve a su club Granada CF y disputa campeonatos de la filial el Granada CF "B" logrando participar en más de 70 partidos en club, además partidos por Copa del Rey. En agosto de 2018 es transferido al Hércules C.F. club que se encontraba en la misma división donde ya había participado anteriormente, en el cuadro de la ciudad de Alicante disputó 22 partidos marcando un gol al Club Deportivo Alcoyano. En mayo de 2018 juega su último partido contra Elche CF finalizando su periplo por España.
El 4 de julio de 2018 se confirma su fichaje en O'Higgins regresando a su país después de 5 años.
El 30 de junio de 2022 es anunciado como nuevo refuerzo de Deportes Concepción de la Segunda División Profesional de Chile.

## Selección nacional
A comienzos del 2011 es convocado a la Selección Sub-17 para participar en el Torneo Internacional UC Sub-17 2011 como preparación para el sudamericano de la categoría, en este torneo se transforma en el goleador del equipo con tres goles en cinco partidos y donde fue elegido el mejor jugador del partido en tres ocasiones aunque su equipo solo logró obtener el tercer lugar. Durante ese mismo año permaneció en la Selección Sub-17 participando en el Torneo Esperanza Alba donde su selección terminó en el tercer lugar, luego en marzo de ese año es confirmado para participar en el Campeonato Sudamericano Sub-17 de 2011 que se realizó en Ecuador donde tendría un buen desempeño jugando todos los partidos y marcando un gol a la selección de Colombia.
| Torneo                   | Sede    | Resultado    | Partidos | Goles |
| ------------------------ | ------- | ------------ | -------- | ----- |
| Sudamericano Sub-17 2011 | Ecuador | Primera fase | 4        | 1     |

## Estadísticas

### Clubes
| Club                                                                  | Div           | Temporada     | Liga  | Liga  | Copas nacionales(1) | Copas nacionales(1) | Torneos internacionales(2) | Torneos internacionales(2) | Total | Total |
| Club                                                                  | Div           | Temporada     | Part. | Goles | Part.               | Goles               | Part.                      | Goles                      | Part. | Goles |
| --------------------------------------------------------------------- | ------------- | ------------- | ----- | ----- | ------------------- | ------------------- | -------------------------- | -------------------------- | ----- | ----- |
| Universidad de Concepción · Chile                                     | 1.ª           | 2009          | 2     | 0     | 0                   | 0                   | --                         | --                         | 2     | 0     |
| Universidad de Concepción · Chile                                     | 1.ª           | 2010          | 3     | 0     | --                  | --                  | --                         | --                         | 3     | 0     |
| Universidad de Concepción · Chile                                     | 1.ª           | 2011          | 1     | 0     | 1                   | 0                   | --                         | --                         | 2     | 0     |
| Universidad de Concepción · Chile                                     | 1.ª           | 2012          | 15    | 0     | 5                   | 0                   | --                         | --                         | 20    | 0     |
| Universidad de Concepción · Chile                                     | 2.ª           | 2013          | 7     | 0     | 0                   | 0                   | --                         | --                         | 7     | 0     |
| Universidad de Concepción · Chile                                     | 1.ª           | 2013-14       | 18    | 0     | 9                   | 0                   | --                         | --                         | 27    | 0     |
| Universidad de Concepción · Chile                                     | Total club    | Total club    | 46    | 0     | 15                  | 1                   | 0                          | 0                          | 61    | 1     |
| Cádiz C. F. · España                                                  | 2.ª           | 2014-15       | 32    | 0     | 3                   | 1                   | --                         | --                         | 35    | 1     |
| Cádiz C. F. · España                                                  | Total club    | Total club    | 32    | 0     | 3                   | 1                   | 0                          | 0                          | 35    | 1     |
| Granada C. F. "B" · España                                            | 2.ª           | 2015-16       | 34    | 2     | 0                   | 0                   | --                         | --                         | 34    | 2     |
| Granada C. F. "B" · España                                            | 2.ª           | 2016-17       | 35    | 1     | 0                   | 0                   | --                         | --                         | 35    | 1     |
| Granada C. F. "B" · España                                            | Total club    | Total club    | 69    | 3     | 0                   | 0                   | 0                          | 0                          | 69    | 3     |
| Hércules C. F. · España                                               | 2.ª           | 2017-18       | 22    | 1     | 2                   | 0                   | --                         | --                         | 24    | 1     |
| Hércules C. F. · España                                               | Total club    | Total club    | 22    | 1     | 2                   | 0                   | 0                          | 0                          | 24    | 1     |
| O'Higgins · Chile                                                     | 1.ª           | 2018          | 4     | 0     | 0                   | 0                   | --                         | --                         | 4     | 0     |
| O'Higgins · Chile                                                     | 1.ª           | 2020          | 10    | 0     | 0                   | 0                   | --                         | --                         | 10    | 0     |
| O'Higgins · Chile                                                     | Total club    | Total club    | 14    | 0     | 0                   | 0                   | 0                          | 0                          | 14    | 0     |
| Coquimbo Unido · Chile                                                | 1.ª           | 2019          | 13    | 2     | 0                   | 0                   | --                         | --                         | 13    | 2     |
| Coquimbo Unido · Chile                                                | Total club    | Total club    | 13    | 2     | 0                   | 0                   | 0                          | 0                          | 13    | 2     |
| Total carrera                                                         | Total carrera | Total carrera | 196   | 6     | 20                  | 2                   | 0                          | 0                          | 216   | 8     |
| (1) Incluye datos de Copa Chile, Copa del Rey, Liguilla de Promoción. |               |               |       |       |                     |                     |                            |                            |       |       |

## Palmarés
| Título             | Club                      | País  | Año    |
| ------------------ | ------------------------- | ----- | ------ |
| Primera B de Chile | Universidad de Concepción | Chile | 2013-T |